# 青森県立尾上総合高等学校
青森県立尾上総合高等学校（あおもりけんりつ おのえそうごうこうとうがっこう, 英: Aomori Prefectural Onoe Integrated High School）は、青森県平川市高木にある公立の高等学校。定時制課程と通信制課程を有している。

## 概要
歴史
1999年（平成11年）開校。青森県内の公立高等学校としては比較的新しい学校である。開校当初は全日制課程総合学科と定時制普通科昼間部が設置された。また同時に青森県立北斗高等学校通信制課程の分室も併設された。
2013年（平成22年）3月には全日制課程が廃止され、青森県では3校目となる定時制課程単独校となった。その定時制課程の普通科は2013年度（平成25年度）から3部制の総合学科に移行。同時に青森県立北斗高等学校から通信制課程分室が移管され、通信制課程普通科が設置された。2019年（令和元年）に創立20周年を迎えた。
設置課程・学科
定時制課程（単位制） 2学科
- 総合学科 - 三部制（Ⅰ部（昼間）・Ⅱ部（昼間）・Ⅲ部（夜間））- 2013年（平成25年）4月に新設。
- 普通科 - 昼間部 - 2013年（平成25年）3月に募集が停止されている。

通信制課程（単位制）1学科 - 旧・青森県立北斗高等学校尾上総合高等学校分室。2013年（平成25年）に新設。
- 普通科

総合学科の系列
いわゆるコースや類型とは異なるが、以下の3系列が設けられている。
- 総合人間系列
- 地域ビジネス系列
- 環境・情報系列

校訓
「Independence・Challenge・Harmony」
校章
校訓の「Independence・Challenge・Harmony」の頭文字I・C・Hを4組織り込み、校名「尾上」（Onoe）の頭文字のOを表す円（○）で「高」の文字を囲んでいる。
校歌
作詞は川島卯太郎、作曲は小倉尚継による。歌詞は3番まであり、最後に校名の「尾上総合高校」が登場する。

## 沿革
開校前
- 1998年（平成10年）4月1日 - 青森県立柏木農業高等学校内に開設準備室が設置される。
- 1999年（平成11年）
  - 2月26日 - 第一体育館が完成。
  - 3月9日 - 尾上町立尾上中学校において第1回入試を実施。
  - 3月20日 - 管理棟・特別教室棟・一般教室棟が完成。

開校後
- 1999年（平成11年）
  - 4月1日 - 「青森県立尾上総合高等学校」（現校名）が開校。全日制課程（総合学科）と定時制課程（普通科）を設置。
    - 青森県立北斗高等学校通信制課程の分室が併設される。

  - 4月2日 - 開校式と第1回入学式を挙行。全日制課程81名、定時制課程39名が入学。
  - 11月10日 - 中庭の造成が完了。
  - 11月29日 - 実習棟・普通教室棟が完成。
- 2000年（平成12年）3月29日 - 陸上競技場が完成。
- 2001年（平成13年）
  - 3月20日 - 第二体育館が完成。
  - 3月26日 - 野球場とテニスコートが完成。
- 2002年（平成14年）3月1日 - 第1回卒業式を挙行。
- 2009年（平成21年）9月7日 - 学校標識モニュメントが完成。
- 2011年（平成23年）3月 - 全日制課程（普通科）の募集を停止。
- 2013年（平成25年）
  - 3月31日 - 全日制課程（普通科）を廃止。定時制課程単独校となる。
  - 4月1日 - 学科の改編を行う。
    - 定時制課程 普通科の募集を停止し、定時制課程 総合学科を新設。三部制を導入。
    - 青森県立北斗高等学校より通信制課程の分室が移管され、通信制課程を新設。

## 部活動
定時制課程
運動部
- 卓球部
- バドミントン部
- ソフトテニス部
- 陸上競技部
- 軟式野球愛好会

文化部
- 吹奏楽部
- 演劇部
- 美術部

## アクセス
- 弘南鉄道弘南線尾上高校前駅下車後、約440m、徒歩約7分・自動車約1分。
- 弘南バスぷらっと号ちとせ・南コース「中川」バス停下車後、徒歩で約1.34km・約25分。ただし、通学時間帯の運行は無い。
- 東北自動車道黒石ICから国道102号黒石バイパス経由で、自動車で約3.6km・6分。